# Prefettura di Siguiri
Siguiri è una prefettura della Guinea nella regione di Kankan, con capoluogo Siguiri.
La prefettura è divisa in 12 sottoprefetture:
- Bankon
- Doko
- Franwalia
- Kiniébakoura
- Kintinian
- Maléa
- Naboun
- Niagassola
- Niandankoro
- Norassoba
- Nounkounkan
- Siguiri
- Siguirini
- Tomba Kanssa